# Ingvar Gullberg
Ingvar Emanuel Gullberg, född den 26 mars 1917 i Hedemora, död den 8 september 2001 i Stockholm, var en svensk lexikograf. 
Gullberg bedrev språkstudier och bankpraktik i London 1939–1951. Han blev militär tolk 1944 och auktoriserad engelsk translator 1954. Gullberg var utlandskorrespondent för Johnsonkoncernen 1937–1949, engelsk språkman vid Skandinaviska banken 1949–1958, förste officiell engelsk översättare vid utrikesdepartementet 1958–1966 och engelsk språkman vid Svenska handelsbanken från 1966 samt forskningsledare vid engelska fackordboksprojektet 1971. Han blev Fellow of the Institute of Linguists i London 1971, Member of the Translators' Guild i London 1971, var svensk delegat vid Internationella översättarförbundets teknisk-vetenskapliga kommission 1971 och ledamot av SIS arbetsgrupp för redaktionen av översättningen för ISO i Genève 1972. Gullberg erhöll Internationella översättarförbundets Nathhorstpris 1974, blev filosofie hedersdoktor i Uppsala 1978, ledamot av Advisory Council on Non-Hebrew Languages vid University of Haifa 1983 och handledare i lexikografi vid Stockholms universitet 1984. Han utgav Svensk-engelsk fackordbok (1964, 2:a upplagan 1977, 3:a upplagan 2000) och var medarbetare i flera internationella språktidskrifter.